# جوي رايت
جوي رايت (بالإنجليزية: Joey Wright)‏ مواليد 4 سبتمبر 1968 في ألتون، هو مدرب كرة سلة أمريكي ولاعب معتزل. بدأ مسيرته الاحترافية في سنة 1991. تم اختياره من قبل فريق فينيكس صنز خلال الدرافت. يدرب فريق أديليد ثيرتي سيكسترز في الدوري الأسترالي لكرة السلة. يبلغ طوله 6 قدم 3 بوصة (1.9 م). اعتزل اللعب في 1996.

## روابط خارجية
- جوي رايت على موقع سبورتس رفرنس (الإنجليزية)
- جوي رايت على موقع كلية كرة السلة في سبورتس رفرنس.كوم (الإنجليزية)
- جوي رايت على موقع ريلجم (الإنجليزية)